# Leuconitocris
Leuconitocris – rodzaj chrząszczy z rodziny kózkowatych i podrodziny zgrzypikowych.

## Zasięg występowania
Przedstawiciele tego rodzaju występują w Afryce Subsaharyjskiej.

## Systematyka
Do Leuconitocris należy 9 gatunków i 2 podrodzaje:
- Podrodzaj: Cicatronicris Breuning, 1950
  - Leuconitocris argyrostigma
  - Leuconitocris aurigutticollis
  - Leuconitocris delecta
  - Leuconitocris kafakumbae
  - Leuconitocris senegalensis
  - Leuconitocris singularis
  - Leuconitocris tanganjyicae
- Podrodzaj: Leuconitocris Breuning, 1950
  - Leuconitocris chrysostigma
  - Leuconitocris leucostigma